# أربة (الجزائر)
أَرَبَة هي مدينة تاريخيَّة تقع في المغرب الأوسط (ضمن الجزائر المُعاصرة)، وتُعد من أعمال منطقة الزاب. وُصفت أربة بأنها أكبر مدينة في الزاب حتى تأريخ ياقوت الحموي (ت. 1229م). ويُقال إن المنطقة المحيطة بها ضمَّت ثلاثمائة وستين قرية.

### فهرس المنشورات
1. ↑  الحموي (1977)، ج. 1، ص. 140.

### معلومات المنشورات كاملة
الكتب مرتبة حسب تاريخ النشر
- ياقوت الحموي (1977)، معجم البلدان (ط. 1)، بيروت: دار صادر، OCLC:1014032934، QID:Q114913343